# Diversey (Metro de Chicago)
Diversey es una estación en las líneas Marrón y Púrpura del Metro de Chicago. La estación se encuentra localizada en 943 West Diversey Parkway en Chicago, Illinois. La estación Diversey fue inaugurada el 9 de julio de 1900.  La Autoridad de Tránsito de Chicago es la encargada por el mantenimiento y administración de la estación. La Línea Púrpura Expresa opera solamente durante las horas pico de lunes a viernes.

## Descripción
La estación Diversey cuenta con 2 plataformas laterales y 4 vías. 

## Conexiones
La estación es abastecida por las siguientes conexiones de autobuses: 
- Rutas del CTA Buses: #76 Diversey